# Misiuczany
Misiuczany (lit. Misiučėnai) − wieś na Litwie, w rejonie solecznickim, 3 km na północny zachód od Turgieli, zamieszkana przez 105 ludzi. Przed II wojną światową w Polsce, w powiecie wileńsko-trockim województwa wileńskiego.